# Jerker Blomqvist
Jerker Blomqvist (født 6. juli 1938) er en svensk klassisk filolog.
Blomqvist blev professor i klassisk filologi ved Københavns Universitet 1980 og ved Lunds Universitet i græsk sprog og litteratur 1987. Han blev emeritus 2003. Han har siden 1991 været medlem af Kungliga Vitterhets Historie och Antikvitets Akademien.